# Star Trek: The Next Generation - Mirror Broken
Star Trek: The Next Generation: Mirror Broken è una miniserie a fumetti di 6 albi (nn.0-5)  pubblicata dalla casa editrice statunitense IDW Publishing nel 2017, scritta da David e Scott Tipton e disegnata da J.K.Woodward. La storia è ambientata nel Mirror Universe, dimensione parallela all'universo narrativo descritto nelle serie televisive di Star Trek e dei film cinematografici dal lungometraggio Star Trek del 1979 fino a Star Trek: Nemesis del 2002. Tale dimensione è denominata Prime-Universe o Prime Timeline e i personaggi che la compongono hanno delle controparti in una dimensione alternativa denominata Mirror Universe (o Universo a Specchio). Viene così chiamato in quanto riflette a specchio (quindi con caratteristiche opposte) la storia e i protagonisti del Prime-Universe.
La serie Mirror Broken presenta per la prima volta le versioni del Mirror Universe del Capitano Picard e altri personaggi della serie televisiva Star Trek: The Next Generation. Di fatti tra le serie tv del franchise la serie The Next Generation e la serie d'animazione sono le uniche due che non presentano episodi ambientati nell'Universo dello Specchio o crossover con quest'altra realtà.

## Trama

### Premessa
La storia si svolge interamente nel Mirror Universe. Sono passati 70 anni dalle riforme effettuate da Spock dopo che ha preso il comando dell'Impero Terrestre. Queste sono state influenzate dal suo incontro con il capitano Kirk del Prime-Universe, come narrato nell'episodio Mirror,Mirror della serie televisiva classica. Tali cambiamenti sono rivolti a ridurre il militarismo e l'ideologia fascista che domina l'Impero. Questo ha come conseguenza un progressivo indebolimento della struttura politico-militare e di ciò approfittano i Klingon e i Cardassiani che stipulano un'alleanza che porta al collasso dell'Impero Terrestre il cui ultimo baluardo di resistenza è il Sistema Solare. Qui le forze rimanenti della flotta imperiale pattugliano e difendono strenuamente l'ultimo fronte della guerra. Tra queste rientra il vascello ISS Stargazer comandato dal Capitano Picard, insoddisfatto della sua nave e dell'incapacità di reazione delle forze terrestri. Lo sconforto è ormai diffuso in ogni grado della catena di comando.

### Storia
Picard riesce a catturare un vascello cardassiano in avaria ai margini del Sistema Solare. Per farlo analizzare lo porta su Marte dove risiede un centro di ricerca e sperimentazione denominato Utopia Planitia Fleet Yards. Qui viene a sapere che le voci riguardanti la costruzione di una nuova nave da guerra di classe Galaxy sono fondate. Si tratta di un vascello tecnologicamente avanzato in grado di superare in velocità e potenza di fuoco non solo quelli in dotazione alla flotta terrestre ma anche le navi delle forze nemiche. Si tratta di un'arma segreta con cui l'Impero spera di dare il via ad un contrattacco o quanto meno un colpo do coda prima dell'inesorabile fine. Il nome di questo vascello è Enterprise-D e a bordo, tra gli ingegneri vi è La Forge che in passato è stato agli ordini di Picard. Questi ne conferma l'esistenza ma comunica al suo ex-comandante che l'Enterprise è affidata al Capitano Jellico e al suo primo ufficiale Riker. Picard vuole ottenere la nave ad ogni costo e organizza un golpe per eliminare Jellico. Per portare a termine un'impresa così azzardata si affida ai suoi fedelissimi quali Data, Deanna Troy (l'inquisitore), e Barclay. A questi si aggiunge La Forge che possiede i codici della nave e la sua ubicazione segreta. Picard sa che non è sufficiente e ha bisogno di contattare e avere come alleato il comandante Riker. Riesce a sfruttare l'insofferenza di Riker verso il suo Capitano, condivisa anche da molti ufficiali, e lo convince ad aiutarlo a destituire Jellico. Riker accetta pur consapevole che tale azione di insubordinazione potrebbe irritare l'alto comando, al destino dell'Enterprise è infatti affidato anche quello della Terra.
Grazie all'aiuto di La Forge e Riker, Picard e un gruppo di uomini fidati riesce a trasportarsi furtivamente sull'Enterprise senza essere individuati dal ponte di comando. Agendo rapidamente e compiendo diversi omicidi Picard e i suoi fedelissimi riescono ad arrivare a Jellico e catturarlo. Riker e molti altri ufficiali non intervengono per fermare il golpe e appoggiano passivamente l'azione di Picard che si nomina nuovo Capitano della Nave e uccide il deposto Jellico lanciandolo nello spazio. Per valutare il nuovo equipaggio utilizza le doti telepatiche della sua consigliera Deanna Troy l'Inquisitrice dotata di poteri telepatici. Tutti coloro che, anche senza ammetterlo, sono ostili alla nuova leadership vengono arrestati e deportati in una prigione su Marte. Sull'Enterprise Picard incontra come Beverly Crusher (capo dello staff medico) e il suo geniale figlio Wesley, tra di loro corre una vecchia e tormentata vicenda e quindi li integra nello crew della nave. Nonostante l'azione brutale e sanguinaria di Picard fosse apprezzata in passato dall'ammiragliato in quanto dimostrazione di audacia e forza di carattere, in questo caso l'Enterprise viene subito intercettata da tre vascelli imperiali che intimano a Picard di abbandonare ogni pretesa di comando e consegnarsi. Contemporaneamente diversi vascelli Klingon e Cardassiani approcciano la nuova nave classe Galaxy in quanto è stata portata fuori dalla zona di schermatura dove era stata nascosta durante la costruzione. Picard ha modo di provare le sue doti da leader e guerriero riuscendo a sovrastare il nemico e, dopo aver distrutto diverse navi nemiche, lo costringe alla fuga. Per farlo osa un'ardita tecnica di attacco simultaneo che prevede il colpire le navi nemiche entrando ed uscendo dalla velocità warp ogni 1.5 secondi. Inoltre per creare più confusione tra le navi avversarie, su suggerimento di Wesley, separa il saucer dell'Enterprise dallo scafo secondario. Al riluttante Riker ordina di uscire in solitaria con la navetta d'attacco in dotazione al Capitano.
Il successo riportato e la pronta reazione dell'Enterprise e del suo nuovo equipaggio impressionano la leadership imperiale, l'Ammiraglio Quinn decide quindi di legittimare la posizione di Picard come nuovo Capitano dell'Enterprise, anche le nuove assegnazioni e la catena di comando interna voluta dal nuovo comandante viene mantenuta. Ora Picard ha le redini della più potente nave da guerra mai costruita dall'Impero Terrestre, la sua posizione è prestigiosa e invidiabile ma lo mette subito al centro dell'attenzione e delle mire non solo dei comandanti della flotta stellare ma anche dei suoi stessi ufficiali, primo tra tutti lo stesso Riker che sente di conoscere la nave meglio del suo nuovo Capitano.

## Personaggi
Tutti i personaggi protagonisti della storia sono versioni del Mirror Universe di quelli presenti nella serie televisiva e film di Star Trek: The Next Generation.
- Capitano Jean-Luc Picard: all'inizio della miniserie Mirror Broken si ritrova ad essere il Capitano della ISS Stargazer. Non sente di essere stato giustamente premiato per la sua carriera presso la flotta imperiale e disprezza le riforme che hanno indebolito la politica e lo spirito dei Terrestri. Incolpa quindi la classe politica e l'alto comando della flotta per il collasso dell'Impero Terrestre. Crede fermamente negli antichi valori del passato sentendosi giustificato all'utilizzo della forza bruta per eliminare chi non si merita di stare ai vertici della catena di comando. Mantiene la lucidità di calcolo, la pazienza, e il carisma del Picard del Prime-Universe ed è capace di manipolare i suoi sottoposti per assicurarsi la loro piena devozione. Tra questi vi è lo stesso Data, Deanna Troy, La Forge e Barcley. Il pensiero strategico di Picard è riassunto nella seguente riflessione del personaggio:<<Pazienza. Se ho imparato qualcosa in questa vita, è questo. Il valore della pazienza. Non il compiacimento o l'inattività ma la pazienza. Ogni mossa deve essere valutata, bisogna attentamente elaborare un piano d'emergenza. Solo allora si è davvero pronti ad agire. Ma, anche se preparati, si deve rimanere calmi, aspettare un errore...un'opportunità e poi "scacco matto">>[4].
- Comandante Data: si tratta di un robot dalle sembianze umanoidi con un'avanzata intelligenza artificiale. Odia le debolezze della razza umana ma allo stesso tempo ne è ossessionato[5]. Cerca in ogni modo di perfezionarsi ed eguagliare l'essere umano di cui però vuole diventare un gradino superiore nell'evoluzione[5]. In questa sua ansia di sviluppo è arrivato anche ad utilizzare tecnologia aliena proibita dall'impero, infatti alcune sue componenti ricordano elementi visti sulla specie dei Borg, questo lo rende diverso nell'aspetto dal Data del Prime-Universe[5]. L'equipaggio lo trova inquietante e c'è addirittura chi lo vede come un mostro, alieno ad ogni forma di umanità[5]. Nonostante questo ha sempre dimostrato, finora, una totale lealtà nei confronti di Picard[5]. Questi lo ha infatti salvato dalla sua condizione di schiavo nelle miniere di Soong e lo ha portato da essere comandante su un vascello imperiale[5]. Inoltre gli garantisce una certa libertà nel cercare di evolversi utilizzando qualsiasi tipo di tecnologia[5]. Per questo quando Picard decide di prendersi con la forza il comando dell'Enterprise, Data è subito al suo fianco e non discute gli ordini.
- Deanna Troi: come la sua controparte del Prime-Universe è dotata di capacità extrasensoriali che gli permettono di avere una sviluppata empatia e limitati poteri telepatici. Denominata Inquisitrice, è uno dei più fedeli e utili ufficiali di plancia del Capitano Picard. Infatti è lei che controlla le emozioni dell'equipaggio e comunica a Picard se qualcuno dei suoi sottoposti ha dei pensieri ostili nei suoi confronti. Inoltre è lei la prima a confermare la possibilità che le voci su un nuovo vascello da guerra siano veritiere. Ha avuto una relazione con Riker, primo ufficiale dell'"Enterprise D" e pare che il ritrovarsi uniti sotto il comando di Picard abbia riacceso vecchi sentimenti. Il suo interesse per Riker non è però chiaro perché potrebbe volerlo controllare e manipolare affinché non tradisca Picard oppure, come gli suggerisce, deve avere pazienza perché arriverà anche il suo turno.
- Reginald Barclay: ufficiale assegnato alla sala motori della Stargazer. A differenza del riservato e timoroso Reginald Barclay del Prime-Universe, la versione del Mirror Universe è audace e non nasconde le sue aspirazioni e il desiderio di mettersi in luce presso i suoi superiori quali il Capitano Picard. Cogliendo il disappunto e la scarsità di fiducia di Picard nei confronti del suo Capo della Sicurezza Tasha Yar, Barclay arriva ad ucciderla a sangue freddo e si attira le simpatie del suo capitano che lo promuove nel ruolo che era di Tasha. Nel Prime-Universe, dopo che Tasha Yar viene uccisa da un alieno, il suo posto è invece preso dal Klingon Worf. Barclay appoggia senza esitazione il golpe di Picard per impossessarsi dell'Enterprise in quanto disgustato dallo stato in cui versa l'Impero Terrestre e dalla debolezza della sua leadership. Il suo disprezzo è però anche rivolto verso lo stesso Picard come viene evidenziato dalla seguente riflessione di Barclay:<<Non posso sopportare Picard e la sua strega della mente (Deanna Troi). Una leadership senza spina di gente come Picard ha ridotto l'Impero nello stato miserabile in cui si trova. Tutti questi ne dovranno affrontare le conseguenze col tempo. Pensa a mosse audaci Barclay (parlando a se stesso). Ricordatelo, mosse audaci>>[6].
- Wesley Crusher: figlio della dottoressa Crusher, ha una mente brillante e superiore alla media, capace di elaborare dati e statistiche più velocemente di qualsiasi ufficiale dell'equipaggio. Anche se privo di esperienza, Picard ne individua le potenzialità e lo vuole in plancia come navigatore, ruolo ricoperto anche dalla sua controparte nel Prime-Universe. La scelta risulta essere vincente e la tattica suggerita da Wesley risulterà fondamentale per superare la prova del fuoco della nuova Enterprise, ovvero la controffensiva ad un attacco simultaneo di vascelli Klingon e Cardassiani. L'esito dello scontro risulta fondamentale per convincere l'alto comando ad affidare ufficialmente la nave a Picard.
- William Riker: primo ufficiale dell'Enterprise, è secondo in comando solo al Capitano Jellico. Picard lo avvicina in un ristoro pubblico di Marte per chiedergli supporto nel prendere il controllo della nuova nave da guerra classe Galaxy. William lo affronta fisicamente in un combattimento corpo a corpo e solo quando Picard si dimostra un combattente, decide di seguirlo. In maniera similare alla sua controparte del Prime-Universe, Riker si dimostra affascinato e intimorito dal carisma di Picard. Tra l'altro ha dei forti dissapori con Jellico ma pare non avere la necessaria audacia o volontà per prendere lui stesso il comando. Ha avuto una relazione con l'Inquisitrice Troi e mostra ancora interesse nei suoi confronti. Pare però che sia un atteggiamento nato dal suo timore nei confronti dell'influenza che la donna ha sul Capitano Picard e le sue decisioni sulla catena di comando.
- Guinan: è una donna non terrestre che vive da diversi secoli ed è tra le poche persone a cui Picard dà ascolto e in cui ripone fiducia. Questo nonostante appaia più instabile mentalmente e a livello emotivo che non la Guinan del Prime-Universe. La sua saggezza rimane però intatta e serve da coscienza e guida spirituale per Picard. In un momento fondamentale della prima battaglia dell'Enterprise, gli ricorda di controllare il suo ego e non lasciarsi trasportare dagli istinti, se si vogliono vincere le battaglie è necessaria la strategia e la corretta valutazione delle proprie risorse. Picard ovviamente la ascolta.

## Raccolte originali
La serie viene raccolta in un unico volume con rilegatura in brossura o Trade Paperback nel 2018.
- Star Trek: The Next Generation - Mirror Broken, David Tipton e Scott Tipton (testi) - J.K.WoodWard (disegni), IDW Publishing, San Diego (California), 2018. ISBN 9781684051458